# Queenscliffe Borough
Koordinaten: 38° 16′ S, 144° 39′ O

Queenscliffe Borough ist ein lokales Verwaltungsgebiet (LGA) im australischen Bundesstaat Victoria. Das Gebiet ist mit 8,6 km² und etwa 2900 Einwohnern die kleinste LGA des Staates.
Queenscliffe liegt etwa 100 km südlich der Hauptstadt Melbourne auf der Bellarine-Halbinsel an der westlichen Seite der Einfahrt vom Meer in die Port Phillip Bay und besteht aus den Ortschaften Point Lonsdale und Queenscliff und der Swan Island. Der Sitz des Borough Councils befindet sich in Queenscliff.
Queenscliffe ist der letzte verbliebene Verwaltungsbezirk mit der Bezeichnung Borough in Victoria und konnte sich bei der letzten Gebietsreform 1994 gegen einen Zusammenschluss mit der City of Greater Geelong zur Wehr setzen.
Vor Point Lonsdale befinden sich gefährliche Kalksteincliffs und deshalb gibt es dort seit 1863 einen Leuchtturm. Am 12. Mai 1863 wurde der Borough gegründet. Leuchttürme gibt es auch bei Queenscliff. Das ehemalige Fischerdorf entwickelte sich zur Jahrhundertwende zu einem Touristenziel mit mehreren Hotelbauten. Bis zur Mitte des 20. Jahrhunderts bewachte ein Fort die Zufahrt nach Melbourne. Zur Militäranlage gehört auch der einzige schwarze Leuchtturm Australiens. Heute ist Fort Queenscliff das größte und besterhaltene Fort in Australien, beherbergt die lokale Militärverwaltung und ist zur Besichtigung freigegeben. Fischerei und Tourismus sind auch heute noch die Standbeine der Region.

## Verwaltung
Der Queenscliffe Borough Council hat sieben Mitglieder, die von den Bewohnern der LGA gewählt werden. Queenscliffe ist nicht in Bezirke untergliedert. Aus dem Kreis der Councillor rekrutiert sich auch der Mayor (Bürgermeister) des Councils.

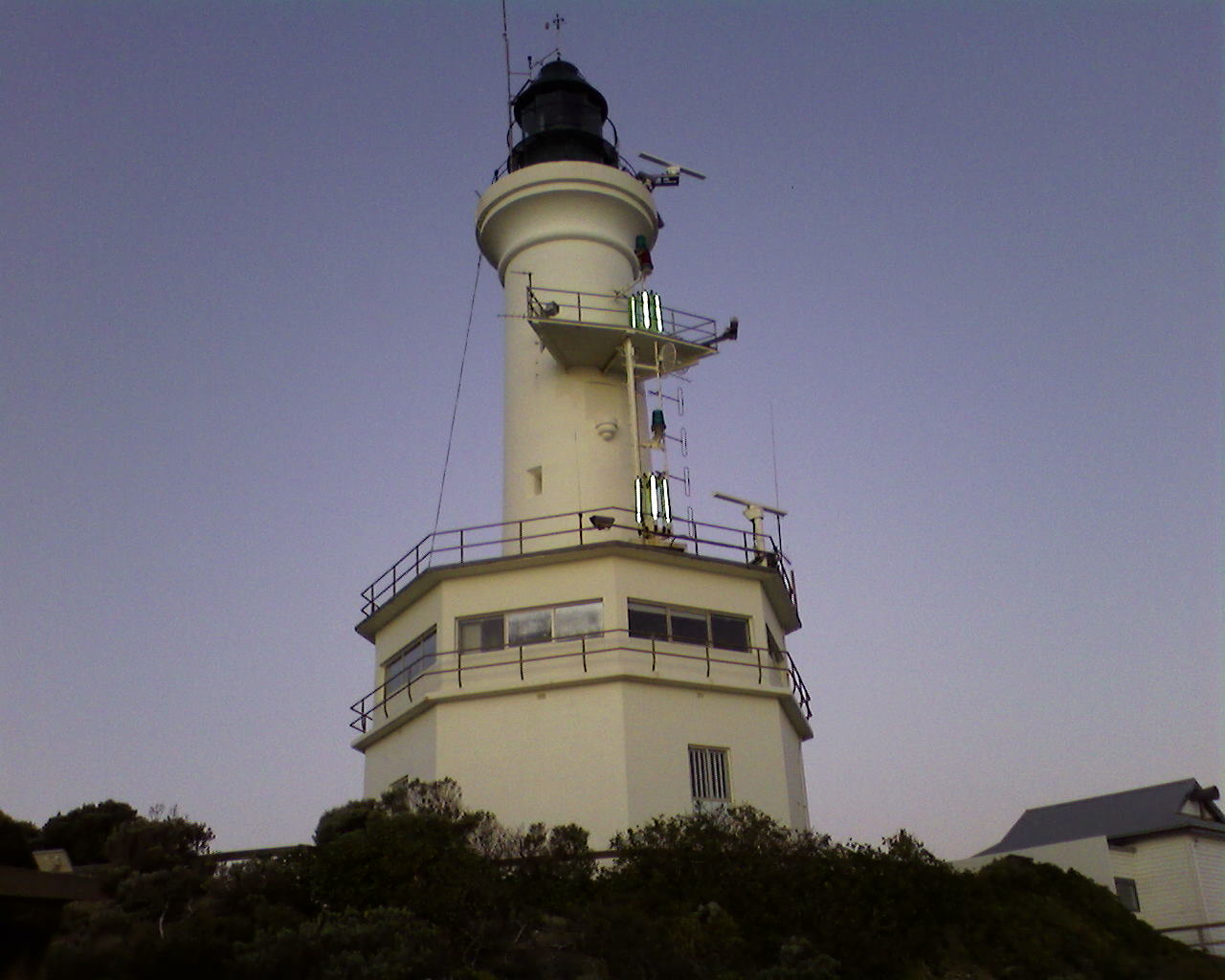
Der Leuchtturm von Point Lonsdale